# Antiochos III
Antiochos III den store (grekiska: Μέγας Ἀντίoχoς), född april/juni år 242 f.Kr. i närheten av Susa i Iran, var kung i det seleukidiska riket från 223 f.Kr. till sin död den 3 juli 187 f.Kr. Antiochos III den store var son till Seleukos II och Laodike II, och han kom att efterträda sin äldre bror Seleukos III sedan denne blivit mördad 223 f.Kr. 
Hans maka var Laodike III av Pontus och med henne hade han barnen Laodike IV, Seleukos IV Filopater, Antiochos IV Epiphanes, Antiokis, Cleopatra I Syrien, drottning i Egypten.
Antiochos tid som kung var en omvälvande period då stora politiska förändringar skedde i den antika världen. År 220 f.Kr. fanns det runt Medelhavet fem stormakter: Egypten, Karthago, Makedonien, Rom och det seleukidiska riket. Under de följande 30 åren kom tre av dessa stormakter att genom krig reduceras och förlora sitt inflytande. Antiochos III strävade efter att ta tillbaka alla områden vilka tidigare kontrollerats av Seleukos I Nikator. Han återupprättade imperiets forna maktställning i öster, där han skapade ett system av klient- och lydstater. Han utvidgade riket söderut genom att från Egypten erövra Fenicien, Palestina och södra Syrien. I väster, i Mindre Asien återställde han rikets överhöghet, han korsade Hellesponten och återtog Trakien. Till slut efter en konflikt med Rom kom han dock att ge upp erövringarna i väster. Han reformerade imperiet administrativt genom att reducera provinsernas storlek, han införde en sorts ledarkult med sig själv och sin gemål Laodice III. Emellan Alexander den stores efterträdare och Julius Caesar var Antiochos III den store den mest betydelsefulla personen i den hellenistiska världen.

## Uppror mot Antiochos

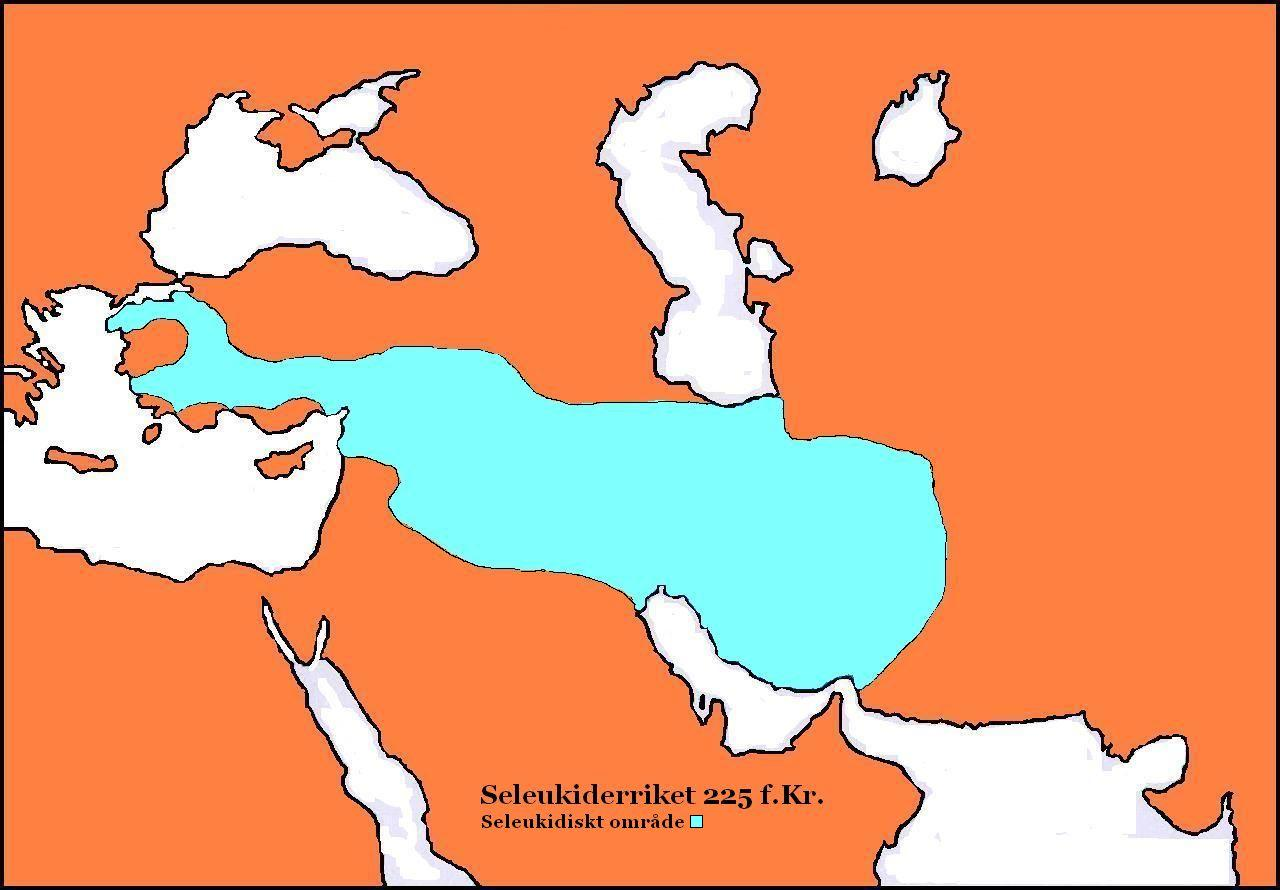
Seleukiderriket vid tiden för Antiochos III den stores trontillträde.

Antiochos efterträdde sin bror Seleukos III som kung 223 f.Kr. Från broderns tidigare administration fick han Hermias som förste minister, Achaios som guvernör i Mindre Asien, Molon och dennes bror Alexander som guvernörer i de östra provinserna, Medien och Persien. År 222 f.Kr. ingick Antiochos III äktenskap med Laodice III, dotter till kung Mithridates II av Pontos. Detta år gjorde Molon, guvernören i Medien, uppror och lät utropa sig till kung. På inrådan av förste ministern Hermias avbröt då Antiochos III den militära kampanj han inlett mot Egypten och marscherade mot upprorsmakaren. Vid floden Tigris besegrades Molon 220 f.Kr. Kung Antiochos III lät samtidigt erövra de nordvästra delarna av Medien åt det seleukidiska riket. Efter det framgångsrika nedkämpandet av upproret reste Antiochos tillbaka till Antiokia. Där kom förste ministern Hermias att hamna i onåd och blev efter detta avrättad. Samma år, 220 f.Kr. lät även Achaios kröna sig själv som kung över Mindre Asien men ett uppror i dennes armé förhindrade honom från att anfalla Antiochos III.

## Fjärde syriska kriget
Antiochos III var nu fri att än en gång tåga mot Egypten i vad som kom att kallas det fjärde syriska kriget 219 f.Kr.–217 f.Kr. Under detta krig tog Antiochos III kontroll över städerna Tyros och Seleucia-in-Pieria, år 218 f.Kr. höll han även Libanon, Palestina och Fenicien. År 217 f.Kr. ledde han sin armé om cirka 68 000 man i strid mot Ptolemaios IV Filopator av Egypten i slaget vid Rafia. Trots att Antiochos III lyckades med att driva bort fiendens vänstra flank kom hans centerfalang att besegras av den nyligen skapade egyptiska falangen. Vid de efterföljande fredsförhandlingarna och som en konsekvens av förlusten i slaget vid Rafia lät Antiochos III släppa sina nyligen gjorda erövringar förutom Seleucia-in-Pieria.

## Rebeller
Efter det fjärde syriska kriget gjorde Antiochos III upp med rebellen Achaios. År 216 f.Kr. gick Antiochos III i allians med Attalos I av Pergamon för att gemensamt anfalla Achaios. Samma år startade kampen mot rebellerna och efter en tre år lång belägring föll så staden Sardis. De områden vilka rebellerna höll kom att delas mellan seleukiderna och kungariket Pergamon. Mindre Asien gav sig under seleukidkungen och usurpatorn Achaios blev avrättad år 213 f.Kr. eller sent 214 f.Kr.

## Asiatiska fälttåget

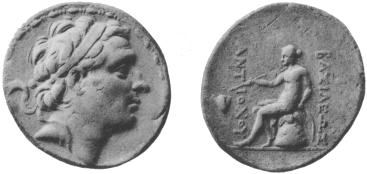
Silvermynt med Antiochos III. Baksidan visar Apollon. Den grekiska inskriptionen lyder ΒΑΣΙΛΕΩΣ ΑΝΤΙΟΧΟΥ, Kung Antiochos.

Åren 212 f.Kr.–205 f.Kr. gav sig Antiochos III iväg på sin berömda asiatiska kampanj, han kom att nå så långt som till Indien och lät i stort återställa de områden vilka Alexander den store tidigare hade erövrat. År 212 f.Kr. lät Antiochos III gifta bort en syster till kung Xerxes av Armenien vilken kom att underkasta sig honom och betala tribut. Antiochos III ockuperade även den partiska huvudstaden och tvingade den partiske kungen att ingå allians med honom år 209 f.Kr. Det partiska riket kom för en tid framåt att vara ett seleukidiskt lydkungadöme söder om Kaspiska havet. Påföljande år besegrades härskaren av Baktrien; denne fick dock behålla sin titel som kung men var hädanefter tvungen att underkasta sig seleukidisk överhöghet. Under 206 f.Kr. marscherade Antiochos III och armén över Hindukush ner i Kabuldalen mot Indien där han tog kontroll över Punjab. Han lät även förnya vänskapen med den indiske kungen såsom hans företrädare Seleukos I en gång gjort. På sin färd västerut och hem igen passerade han de iranska provinserna Arachosien, Drangiana och Karmanien, och han anlände till Persis år 205 f.Kr. Antiochos III mottog 500 silvertalenter i tribut från invånarna i den handelsinriktade staten Gerrha vid Persiska viken. 
Efter att ha grundlagt ett magnifikt system av vassal- och tributpliktiga stater i öster, lät Antiochos utropa sig till "storkonung" enligt den gamla akemenidiska seden. Grekerna, vilka nu jämförde Antiochos III med Alexander den store kom nu även att kalla honom för den store, det vill säga Antiochos III Megas.

## Femte syriska kriget och erövringen av Trakien

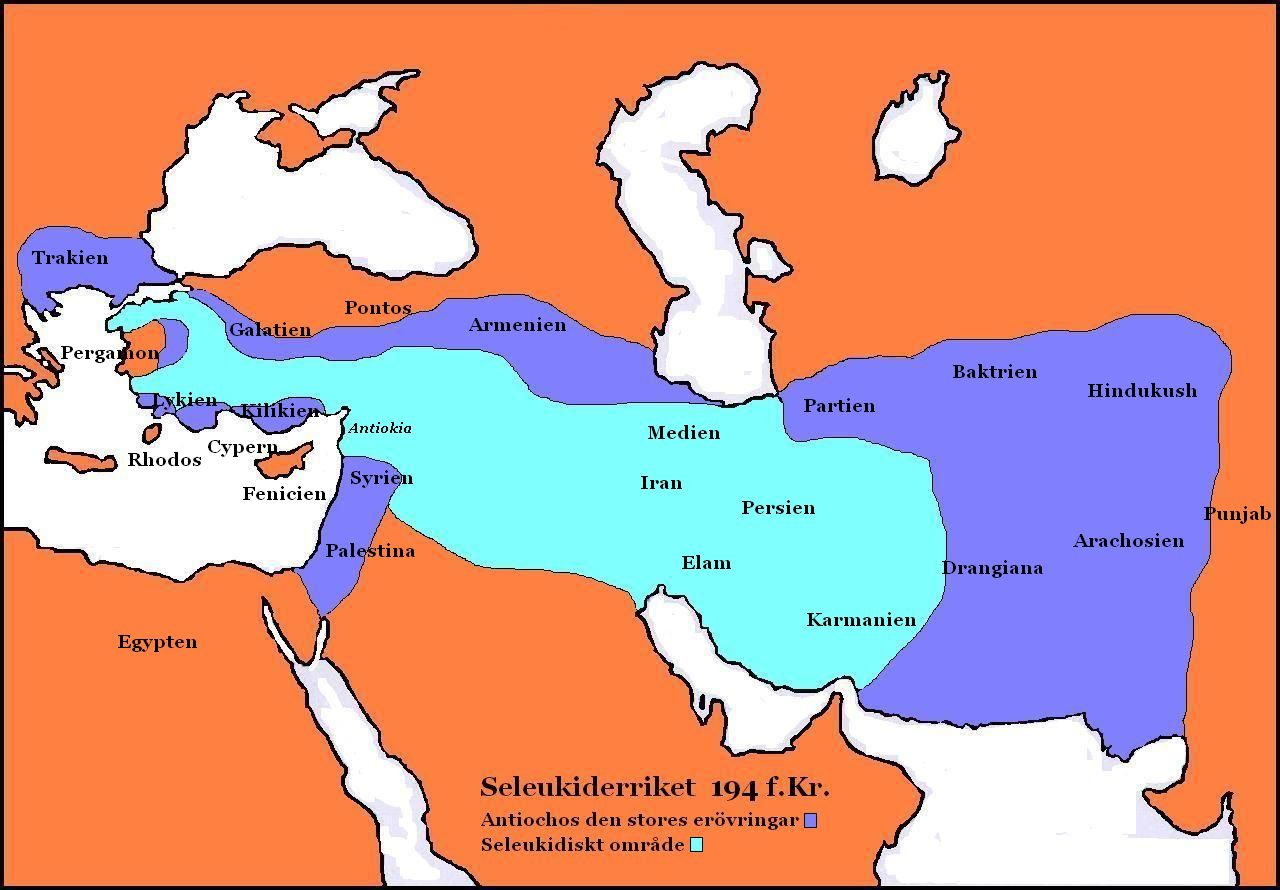
Seleukiderriket efter det femte syriska kriget.

Efter att Ptolemaios IV av Egypten hade avlidit och en omstörtande kamp om makten i detta rike inletts, lät Antiochos ingå ett hemligt förbund med Filip V, kung över den hellenistiska staten Makedonien. Målet med detta hemliga förbund var att Antiochos och Filip skulle dela upp de områden vilka tillhörde det ptolemeiska riket utanför Egypten. Antiochos del skulle bli södra Syrien, Lykien, Kilikien och Cypern medan Filip V skulle få de västra delarna av Mindre Asien och Kykladerna. Det som kommit att kallas det femte syriska kriget inleddes år 202 f.Kr. och varade fram till 195 f.Kr. År 202 f.Kr. invaderade så Antiochos den store ännu en gång det ptolemeiska riket och hans armé marscherade återigen söderut genom Syrien, Fenicien och Palestina. Vid staden Gaza blev det stopp och han tvingades sakta tillbaka norrut, vilket var Skopas av Aitoliens (den grekiske generalen i egyptisk tjänst) strategiska förtjänst. Slaget vid Paneion (i närheten av Jordanflodens källa) 198 f.Kr. blev vändpunkten, den egyptiske generalen Skopas armé blev här grundligt besegrad av Antiochos.
Nu lyckades Antiochos, efter fyra års strider, ta kontroll över Palestina, varpå han gav speciella rättigheter till den judiska befolkningen där. 
Antiochos allierade, Filip V av Makedonien, förde på sin front kriget mot Egypten. Han hade dock blivit involverad i krig med Rhodos och Pergamon där den senare staten var Antiochos gamla allierade. Både Rhodos och Pergamon vädjade till Rom om hjälp mot Makedonien, samtidigt som de informerade om alliansen mellan de båda hellenistiska kungarna. Rom skulle komma att intervenera hårt och kraftigt mot de hellenistiska staterna i östra Medelhavet. Filip V blev besegrad av romarna i det andra makedoniska kriget åren 200 f.Kr.–196 f.Kr., Antiochos kom dock inte till sin vapenbroders undsättning. Istället utnyttjades fördelen med att romarna engagerade sig militärt mot Filip V. Antiochos marscherade med en del av armén mot Egypten medan den andra delen tågade mot Kilikien och Mindre Asien. I Mindre Asien togs områden från Pergamon år 198 f.Kr. och 197 f.Kr. erövrades grekiska städer i Mindre Asien. Under 196 f.Kr. korsade Antiochos styrkor Hellesponten och tågade in i Trakien. 
Trots att Rom hade sänt ambassadörer till den nye egyptiske kungen Ptolemaios V kunde de inte aktivt hjälpa denne mot seleukiderna. År 195 f.Kr. slöts till slut fred mellan Antiochos den stores seleukidiska imperium och det egyptiska riket. I freden kom Syrien, Fenicien, Palestina och de egyptiska territorierna i Mindre Asien att tillfalla Antiochos. Seleukidkungen lät gifta bort en dotter, den blivande Kleopatra I, till Egyptens kung Ptolemaios V och nu var det ptolemeiska riket i praktiken ett seleukidiskt lydrike.
Antiochos den store stod nu på höjden av sin makt: han hade återställt Alexander den stores erövringar i öster, han hade erövrat södra Syrien, vilket seleukider och ptoleméer stridit om i över 100 år och han kontrollerade huvuddelen av mindre Asien. Antiochos stod även på europeisk mark och han hade låtit utropa sin överhöghet över områden vilka en gång hade vunnits av Seleukos I år 281 f.Kr.

## Konflikt med Rom

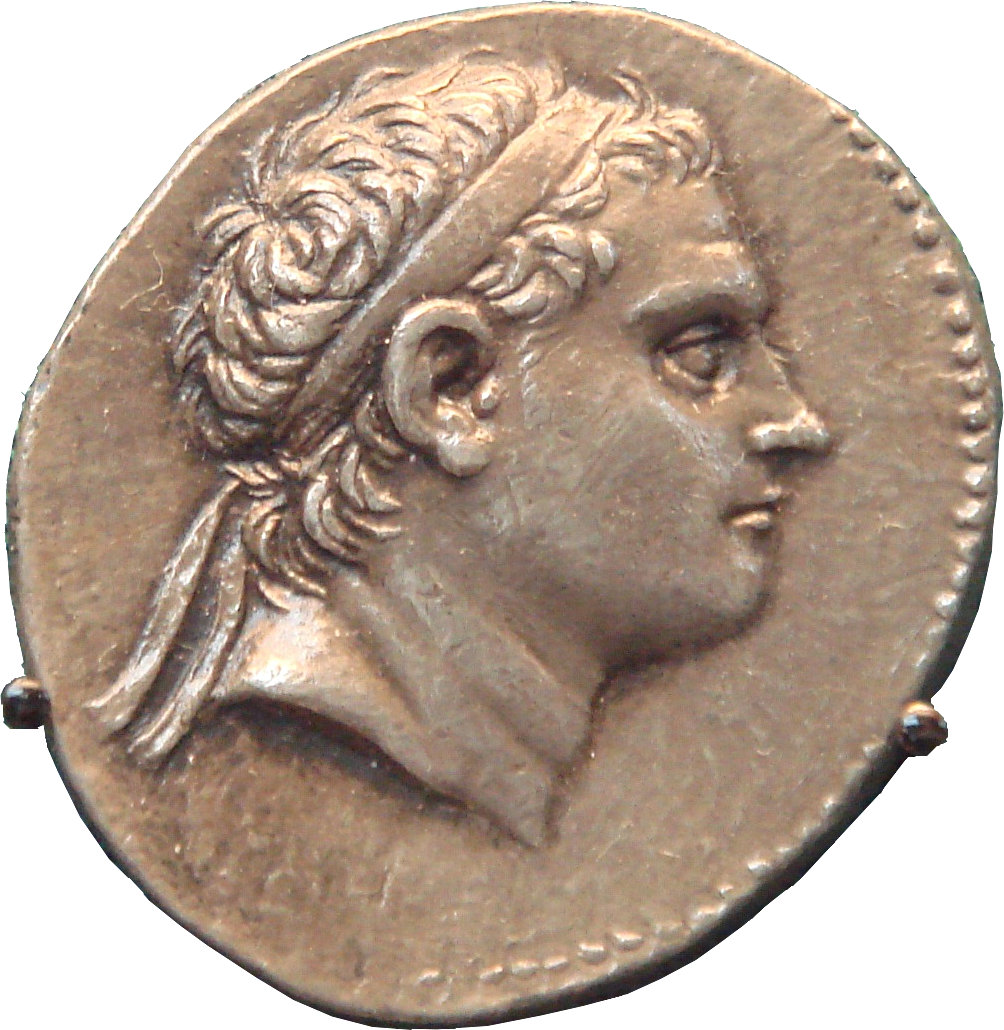
Silvermynt med Antiochos III.

Nu startade något som kom att utvecklas från ett diplomatiskt krig till ett verkligt dito mellan Rom och det seleukidiska imperiet. Rom lät sända flera ambassadörer till Antiochos vilka krävde att han skulle hålla sig borta från Europa och släppa sin kontroll över Egypten. Att romarna var så intresserade av Egypten hade med dess spannmålsproduktion att göra: under det andra puniska kriget åren 218 f.Kr.–201 f.Kr. var Roms stora befolkning till stor del försörjd av egyptisk spannmål och man ville inte se denna kornbod i händerna på en potentiell fiende. Att Rom inte ville ha Antiochos i Europa hade med den politiska kontrollen över den grekiska halvön att göra. Hade Antiochos gått med på detta hade det inneburit att de västra delarna av hans nyligen återvunna arvrike hade gått förlorade.
Nu skedde något som ytterligare kom att öka spänningarna mellan Rom och det selekudiska riket: den karthagiske generalen Hannibal hade anlänt till Antiochos den stores hov. Hannibal hade flytt i efterdyningarna av Karthagos nederlag mot den Romerska republiken i det andra puniska kriget. År 195 f.Kr. blev Hannibal rådgivare åt Antiochos den store och han föreslog Antiochos att man skulle attackera Rom likt han tidigare hade gjort under sin spanska kampanj. Antiochos valde dock sin egen väg, han erbjöd Filip V av Makedonien en allians vilken var riktad mot Rom. Filip mindes dock att Antiochos underlåtit att hjälpa honom mot Rom några år tidigare och avböjde. Kung Filip, Rhodos, Pergamon och det achaiska förbundet allierade sig istället med Rom mot Antiochos. Det vara bara det så kallade aitoliska förbundet, vilka var missnöjda med Roms växande makt som kom att ansluta sig till Antiochos. Av det aitoliska förbundet blev Antiochos den store utnämnd till "grekernas befriare" och utnämnd till högste befälhavare. Antiochos överlät befälet av sjöstridskrafterna till Hannibal medan han själv ledde armén. 
Med stora förväntningar på det aitoliska förbundet landsteg Antiochos med endast 10 500 soldater i Grekland hösten 192 f.Kr., där han lät ockupera Euboia. Han fann dock endast svagt stöd för sin sak i Grekland och det visade sig snart att han överskattat det aitoliska förbundets styrka. År 191 f.Kr. skar romarna av honom från hans förstärkningar i Trakien dit han tidigare hade sänt trupper. Vid det klassiska passet Thermopyle möttes Antiochos armé och den dubbelt så stora romerska armén. Romarna besegrade där seleukiderna, dock lyckades Antiochos retirera med resterna av armén till Kalkis och därifrån sjövägen ta sig tillbaka till Mindre Asien. Hannibal, som inte var någon sjöbefälhavare, besegrades av de förenade romerska, pergamiska och rhodiska flottorna i ett sjöslag i närheten av floden Eurymedon. Romarna under Lucius och Cornelius Scipio Africanus kunde så år 190 f.Kr. utan motstånd ta sig över Hellesponten till Mindre Asien. Antiochos var nu villig att diskutera fred på de tidigare romerska villkoren, men romarna insisterade på att han först skulle dra sig tillbaka från regionen väster om Taurusbergen i Mindre Asien. När Antiochos vägrade konfronterades den seleukidiska armén om cirka 45 000 man med en romersk om cirka 50 000. I det påföljande slaget vid Magnesia år 190 f.Kr. blev Antiochos den store besegrad av romarna i förening med pergamiska styrkor. Det var den nye kungen i Pergamon, Eumenes II, som lyckades ta sig bakom den seleukidiska armén och anfalla den i ryggen, vilket kom att fälla avgörandet till nackdel för Antiochos.

## Slutet

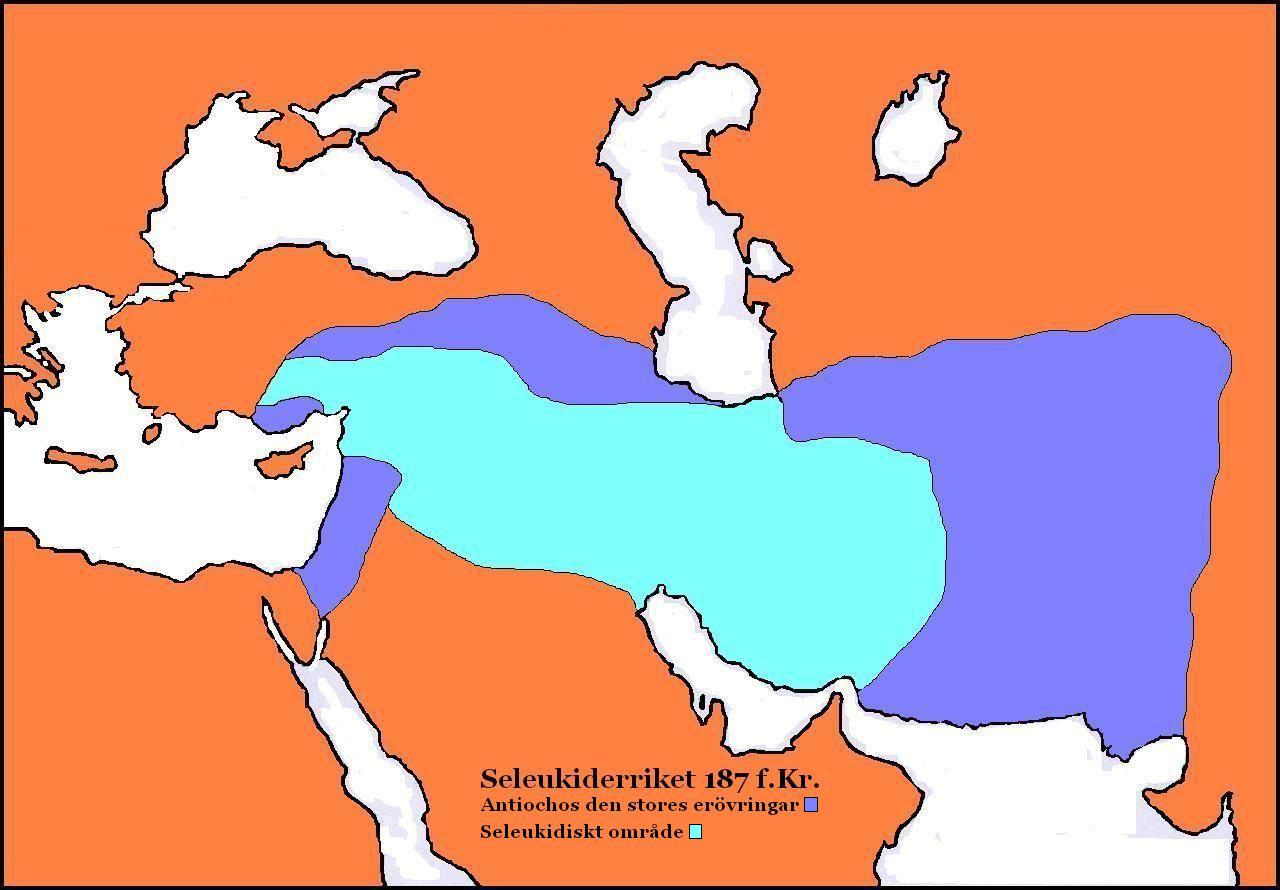
Seleukiderriket efter freden i Apamea.

Även om Antiochos den store kunde ha fortsatt kriget från de östra provinserna valde han att avsäga sina anspråk och erövringar i Europa och väster om Taurusbergen. Vid freden i Apamea 188 f.Kr. blev Antiochos också tvungen att utlämna alla sina krigselefanter och hela sin flotta utom 12 triremer. Han var även tvungen att lämna gisslan till Rom, inklusive sin son, den blivande Antiochos IV. En summa på 15 000 silvertalenter skulle under en period om tolv år utbetalas i krigsskadestånd till Rom, vilket var en för tiden ofattbart stor summa. 
Den 3 juli 187 f.Kr. under en pågående tributinsamling vid ett Baaltempel i Elam, för att kunna betala krigsskadeståndet till Rom, blev Antiochos den store mördad.

## Forskningsläget
Som med många händelser i antiken handlar det ofta om att tolka källor, i detta fall med Antiochos den store kommer informationen i huvudsak från Polybios. Polybios var dock inte samtida, han levde och verkade en generation efter de stora händelserna runt 200 f.Kr. Efter Polybios används och tolkas verk av bland annat de romerska/grekiska historieskrivarna Titus Livius och Appianus; dessa verk befinner sig tidsmässigt dock flera generationer efter Polybios och är inte neutralt skrivna. Både Livius och Appianus använde sig av Polybios när de skapade sina verk. Modernare encyklopedier och historiska verk från tiden runt år 1900 är ofta nationalromantiskt vinklade eller subjektiva efter författarens åsikter.